# غراهام آرثر باردن
غراهام آرثر باردن هو قاضي ومدرس ومحامي وسياسي أمريكي، ولد في 25 سبتمبر 1896 في Turkey Township ‏ في الولايات المتحدة، وتوفي في 29 يناير 1967 في نيوبيرن في الولايات المتحدة. نشط حزبياً في الحزب الديمقراطي. وقد انتخب قاضي (1920 – 1924) وانتخب عضو مجلس نواب كارولينا الشمالية ‏ ( – 1933) وانتخب عضو مجلس النواب الأمريكي ‏ (3 يناير 1935 – 3 يناير 1961).